# Bužim

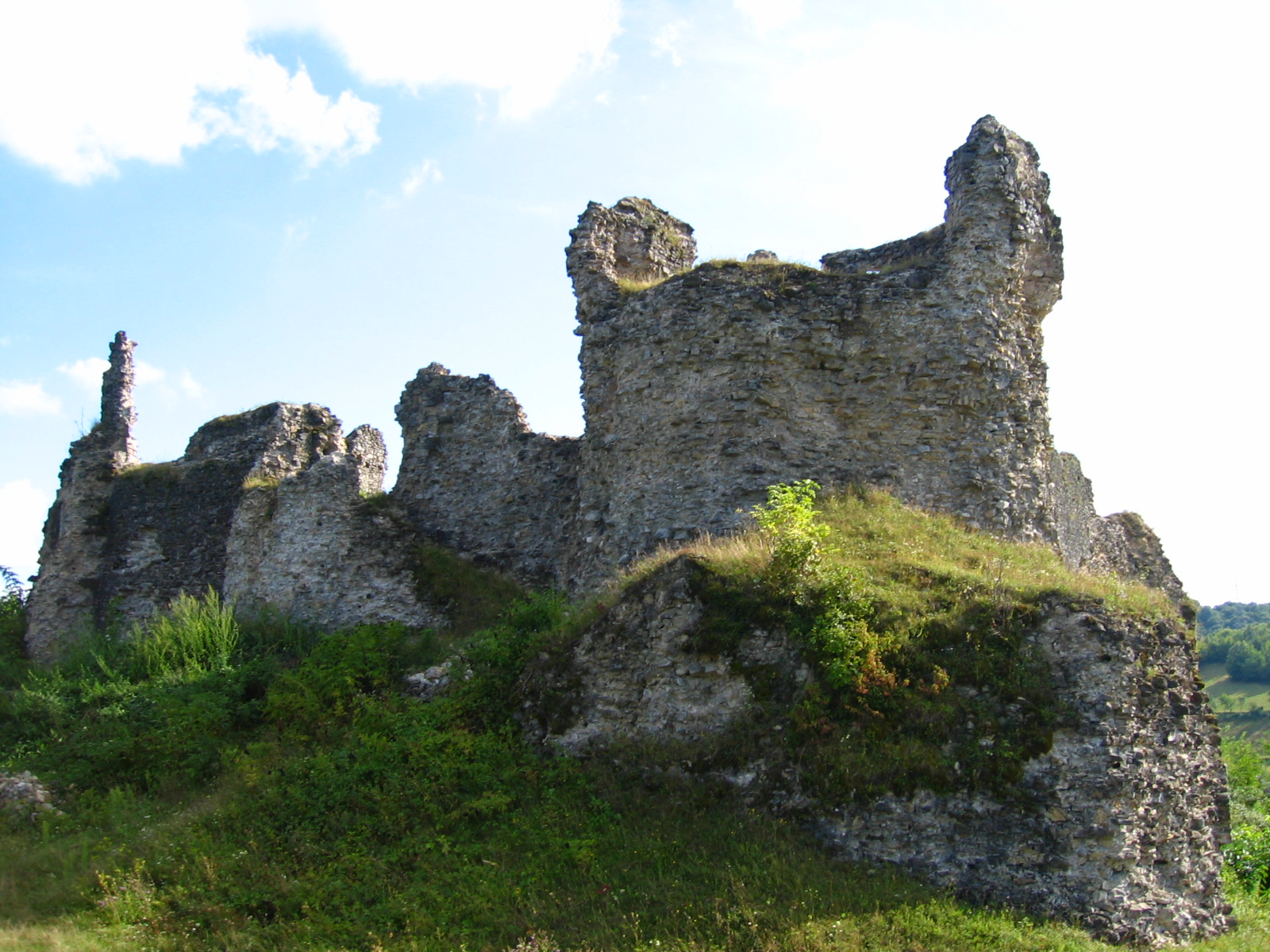
Kasteel

Bužim is een dorp en gemeente in het noordwesten van Bosnië en Herzegovina. Het maakt deel uit van het kanton Una-Sana in de Federatie van Bosnië en Herzegovina.

## Geografie
De gemeente Bužim grenst in het oosten aan Bosanska Krupa, in het zuiden aan Cazin en in het westen en noorden aan Velika Kladuša, en met Kroatië in het noordoosten. Het grootste gedeelte van de gemeente bestaat uit bergen. De totale oppervlakte van de gemeente is 129 km² met een bevolking van 18.251 inwoners. De bevolkingsdichtheid is 141 inwoners per km². Bužim ligt ongeveer 180 tot 400 meter boven zeeniveau.

## Geschiedenis
In de vroege geschiedenis van de stad stond de stad bekend om zijn Kroatische ban (landvoogd) Josip Jelačić van Bužim. Tijdens de Bosnische Oorlog is ook hier gevochten maar werd het dorp werd succesvol verdedigd door het 5de Korps van het Bosnische leger. Voor de oorlog was het dorp een deel van de gemeente Bosanska Krupa, maar in het Verdrag van Dayton werd besloten dat het een eigen gemeente zou worden.

## Demografie

### 1991
In 1991 had de stad Bužim 1697 inwoners:
- 1.643 - 96,81% Bosniakken
- 20 - 1,17% Serviërs
- 3 - 0,17% Kroaten
- 10 - 0,58% Joegoslaven
- 21 - 1,23% overig

### 2005
In 2005 waren bijna alle inwoners van de gemeente (100%) etnische Bosniakken.

### Volkstelling van 2013
Volgens de volkstelling van 2013 wonen er 19.340 mensen in de gemeente Bužim. De meerderheid van de bevolking bestaat uit Bosniakken, namelijk 19.207 personen (ofwel meer dan 99 procent van de bevolking). De Bosniërs vormen de grootste minderheid met 45 personen. Er zijn nagenoeg geen Kroaten (8 personen) en Serven (1 persoon) te vinden in de gemeente Bužim.
De islam is de grootste religie in gemeente Bužim met 19.284 aanhangers (ofwel bijna 100 procent van de bevolking).